# Brachymyrmex heeri
Brachymyrmex heeri är en myrart som beskrevs av Auguste-Henri Forel 1874. Brachymyrmex heeri ingår i släktet Brachymyrmex och familjen myror.

## Underarter
Arten delas in i följande underarter:
- B. h. aphidicola
- B. h. basalis
- B. h. fallax
- B. h. heeri
- B. h. termitophilus

## Bildgalleri

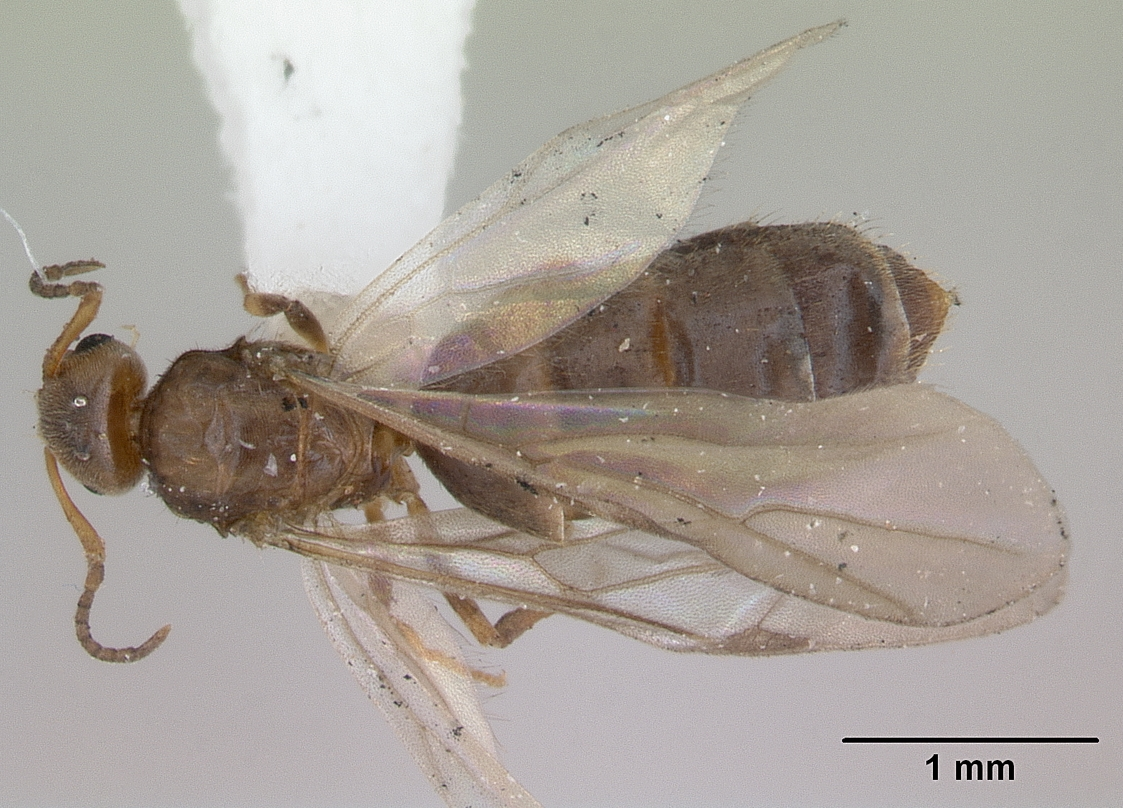
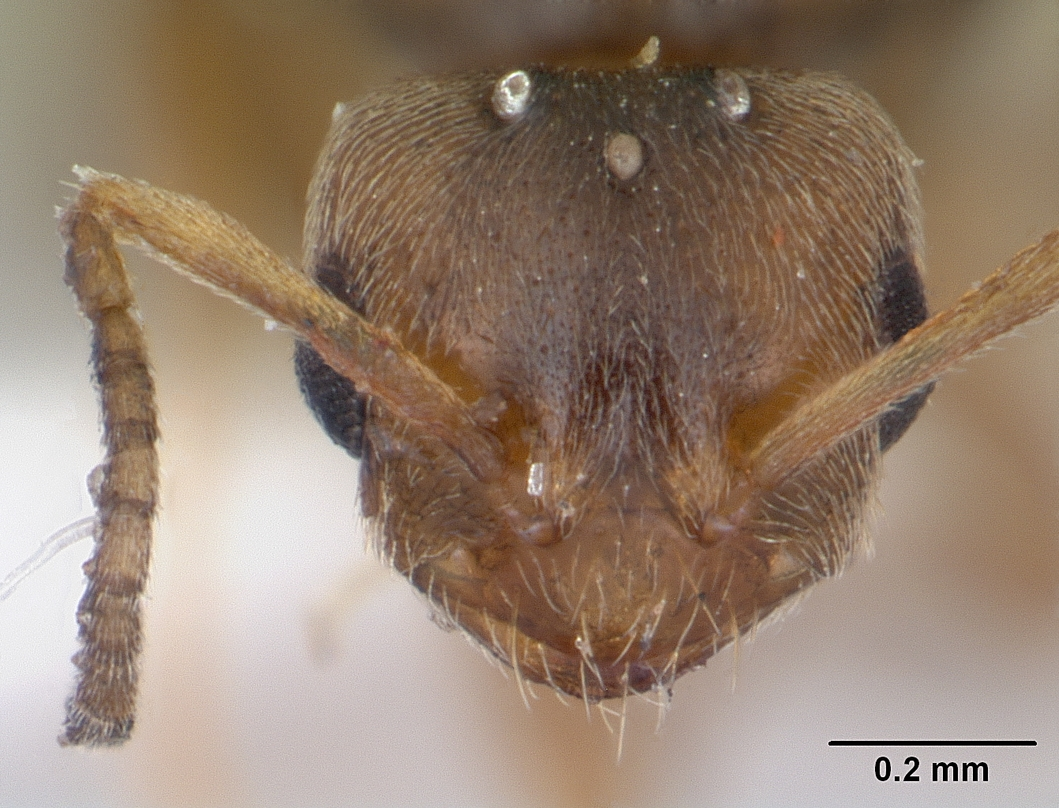
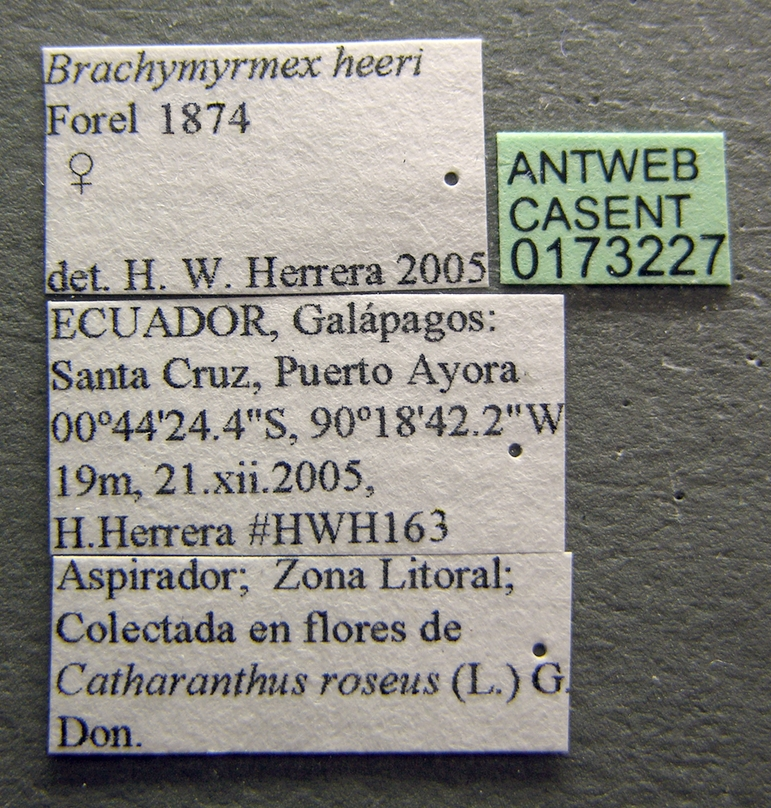
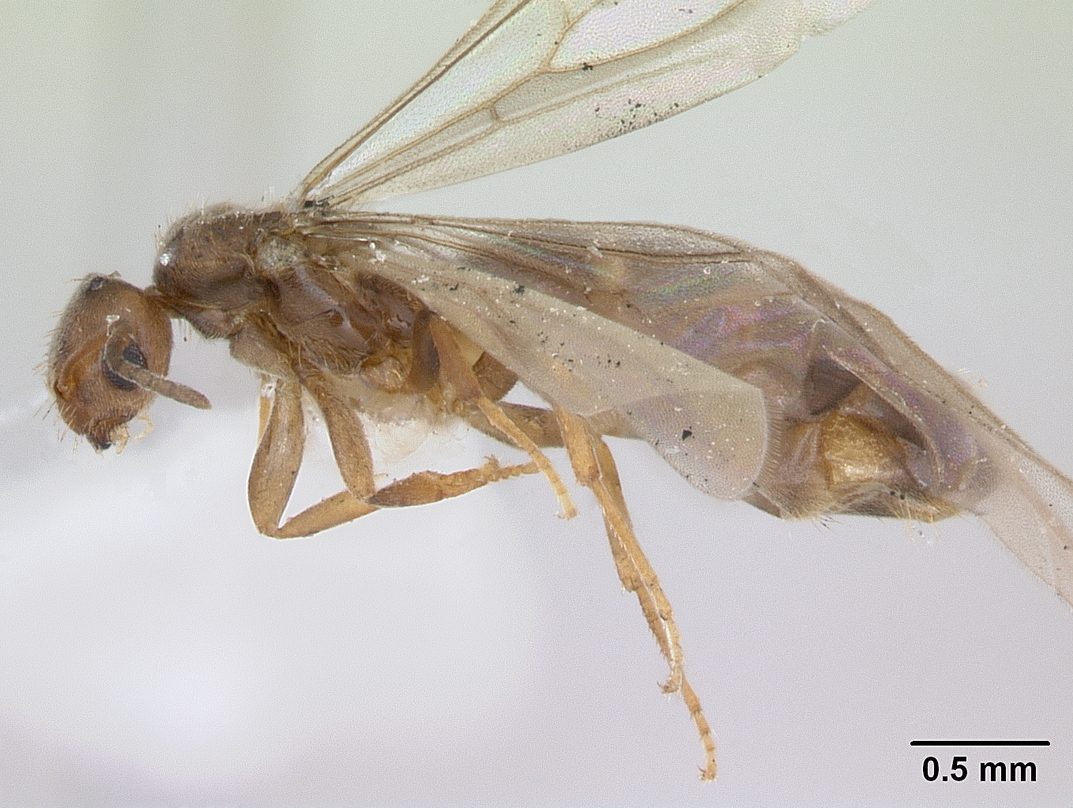
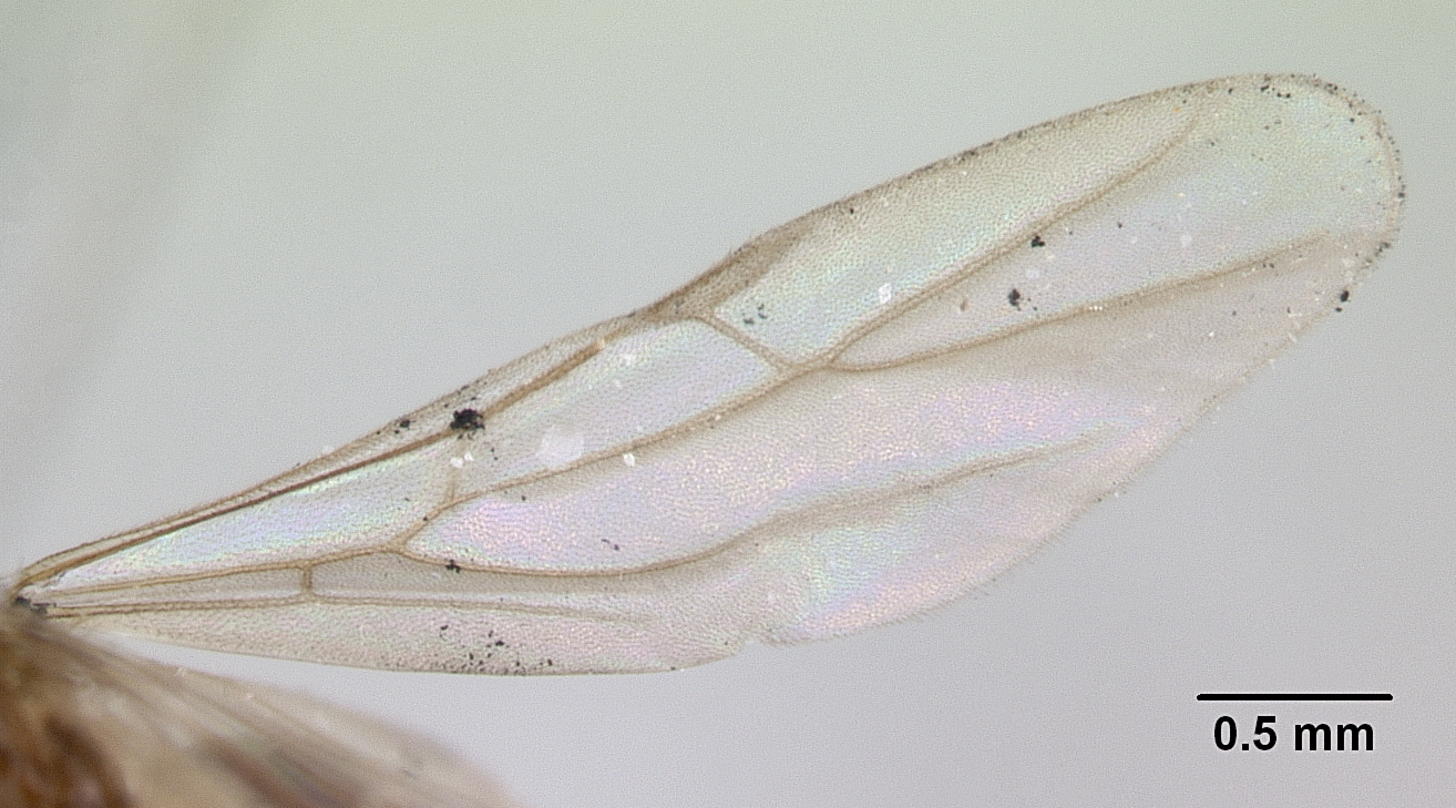
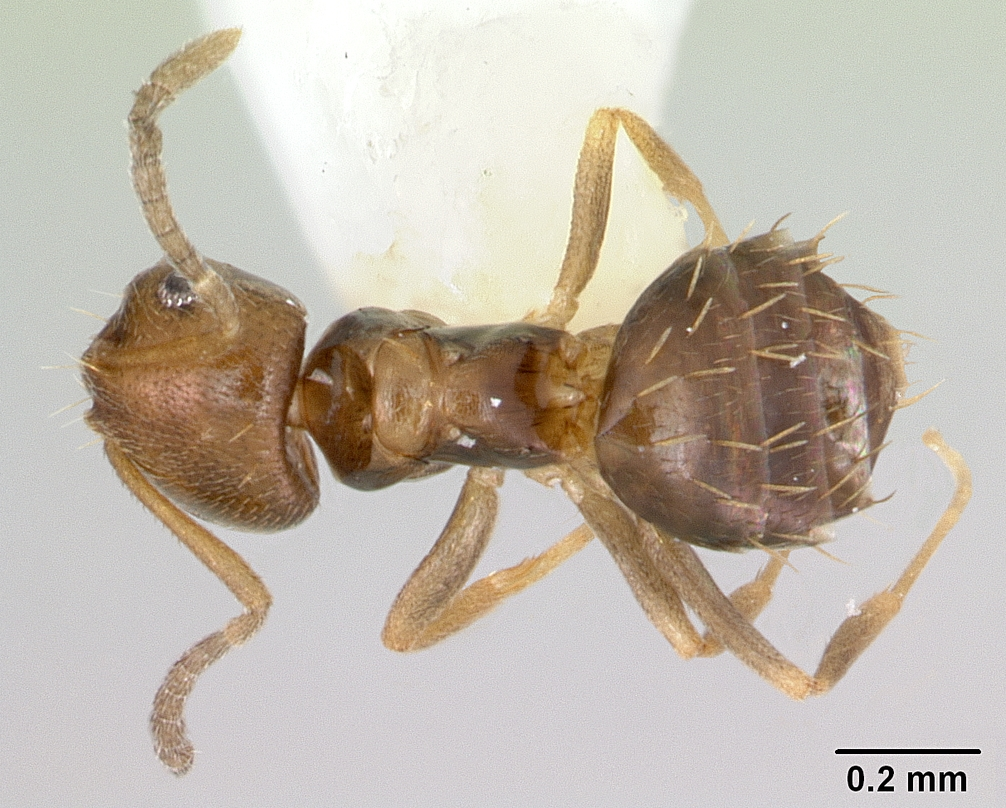